# アルフォンソ8世 (カスティーリャ王)

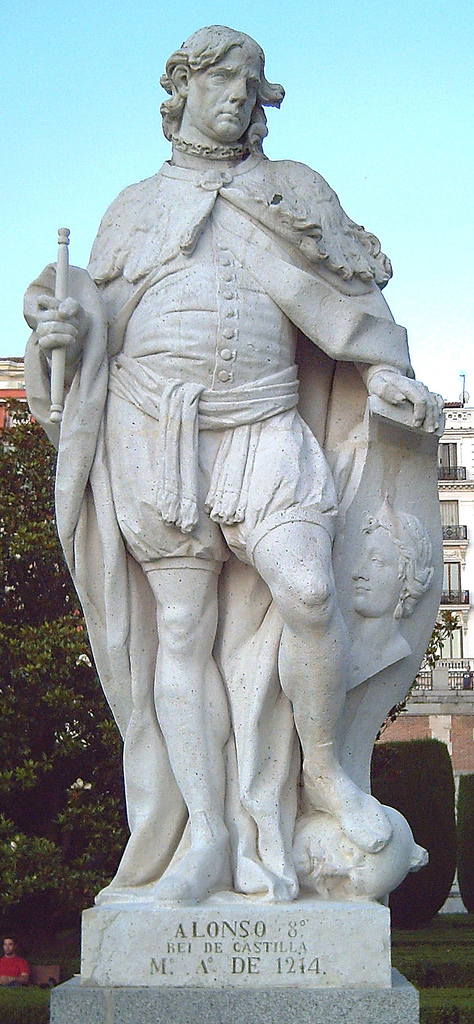
アルフォンソ8世の像

アルフォンソ8世（Alfonso VIII, 1155年11月11日 - 1214年10月5日）は、カスティーリャ王（在位：1158年 - 1214年）。高貴王（el de las Navas）と呼ばれる。父はサンチョ3世、母はナバラ王ガルシア6世の娘ブランカ。ヒスパニア皇帝を称したカスティーリャ王兼レオン王アルフォンソ7世の孫。
幼少で即位したため治世前半は内紛に苦しめられ、イスラム教に対するレコンキスタ（領土回復運動）もムワッヒド朝にアラルコスの戦いで大敗して停滞、イベリア半島諸国を敵に回し絶体絶命の危機に陥るが、治世後半は外交で挽回してキリスト教諸国と関係を修復、ラス・ナバス・デ・トロサの戦いでムワッヒド朝に勝利して雪辱を果たし、レコンキスタを大きく前進させた。

## 生涯

### 内紛と外国の介入
1157年に死んだ祖父の後を継いだ父が翌1158年に急死、母も既に1156年に亡くしている中、幼少で即位したアルフォンソ8世の摂政に任命された有力貴族のララ家とカストロ家が争い、その隙に親戚の外国もカスティーリャへ攻め込んで来た。アルフォンソ8世の母方の伯父で父方の叔母サンチャの夫でもあるナバラ王サンチョ6世と、父方の叔父のレオン王フェルナンド2世がカスティーリャへ侵攻、レオン軍がトレド・ブルゴスを攻撃、ナバラがラ・リオハを占領、東西から挟み撃ちにされたアルフォンソ8世はララ家に連れられてブルゴスから南のアビラへ逃れた。
内紛はララ家がカストロ家を追放、1169年に成人式を迎えたアルフォンソ8世が翌1170年に親政を宣言、同年に父方の叔母サンチャ（同名のサンチャの異母妹）を妻としているアラゴン王アルフォンソ2世と同盟関係を結び、イングランドからレオノールを王妃に迎えることでその窮地を脱した。ナバラへの報復として1173年にナバラへ侵攻、イングランドの仲裁で有利な講和を結びカスティーリャを建て直した。
この間、南のアンダルシアからムワッヒド朝が北上して来たが、ムスリムでありながら反ムワッヒド朝のバレンシア王兼ムルシア王イブン・マルダニーシュ（通称ローボ王）がその攻撃を防いでくれた。タイファ（イスラム教国）の1つである両国の君主マルダニーシュは1159年にアルフォンソ8世に臣従、1172年に亡くなるまでムワッヒド朝と戦った。また、アルフォンソ8世は辺境地域に置いた騎士団に領地や特権を与えて対イスラム教徒の防衛線とし、サンティアゴ騎士団をトレド近郊に、カラトラバ騎士団をトレドから南のグアディアナ川流域の都市カラトラーバ・ラ・ビエハ・アラルコスに配置してトレドへの侵入路を監視させた。騎士団は後に防衛任務だけでなくイスラム教からの領土征服にも取り組み、手に入れた土地の植民や整備などでキリスト教の領土拡大に功績を挙げることになるが、当面はムワッヒド朝からの防衛に費やした。

### ムワッヒド朝との対峙
治世後半はムワッヒド朝に対するレコンキスタに尽力、1172年にムワッヒド朝アミール・ユースフ1世が東のウエテを包囲すると救援のためトレドで軍を招集した。この時は悪天候で戦意喪失したムワッヒド朝が撤退して戦闘は起こらなかったが、あちこちで領土の奪い合いが頻発するようになり、1176年のムワッヒド朝の遠征でキリスト教勢力はトレドを中心とするタホ川流域まで後退した。
1177年1月、アルフォンソ8世は東へ進軍してクエンカを包囲、9月に陥落させた。包囲中の6月にアラゴン・レオンと対イスラム協定を結び、落とした後のクエンカにフエロ（慣習法）を与えて自治都市に指定、サンティアゴ・カラトラバ騎士団にクエンカ近くの領土を与えて更なる拡張を任せた。特にアラゴンとは結び付きを強化、1179年のカソーラ条約で征服地の取り決めがなされ、カスティーリャは西のムルシア、アラゴンは東のバレンシアを得ることに合意、将来の国境線を定めた。
カソーラ条約締結後は更に大胆な行動を取るようになり、1182年は祖父に倣い南下してアンダルシアで略奪遠征を敢行、コルドバ・グラナダ・マラガ・アルヘシラスなどを襲撃した。見るべき成果はなかったが、1185年にはカスティーリャから追放されていたカストロ家のペドロ・フェルナンデス・デ・カストロが帰順、彼が差し出したモンタンチェス・トルヒーリョ・モンフラグエをカスティーリャ領に加えたことにより西へ大きく拡張、プラセンシアを建設・植民させ支配地域の浸透を図った。翌1189年に再度アンダルシアへ略奪遠征を行い、カスティーリャの勢威は増した。
だが一方、1188年にフェルナンド2世が亡くなり、後を継いだ息子で従弟のレオン王アルフォンソ9世に臣従を強いたことで強い恨みを買い、アラゴン王アルフォンソ2世にも背かれ、1191年にナバラ王サンチョ6世・ポルトガル王サンシュ1世・アラゴン・レオンが反カスティーリャ同盟を結びカスティーリャは孤立した。アルフォンソ8世はこうした事態から脱却を図り、翌1192年にいがみ合うキリスト教国の仲裁に乗り出したローマ教皇ケレスティヌス3世の提案を受け入れアラゴン・レオンと和睦、同年から1194年にかけて3度目のアンダルシア略奪遠征を実行したが、それはムワッヒド朝の警戒心を引き起こした。
1195年、ムワッヒド朝アミール・ヤアクーブ・マンスール（ユースフ1世の子）がアフリカからイベリア半島に上陸、北上してカスティーリャへ接近していった。アルフォンソ8世は軍を率いてムワッヒド朝と戦ったが、マンスールの前にアラルコスの戦いで大敗してしまった。アラルコスはムワッヒド朝に降伏、アルフォンソ8世と対立していたペドロ・フェルナンデス・デ・カストロもムワッヒド朝へ寝返り、モンタンチェス・トルヒーリョ・プラセンシアがムワッヒド朝に奪われ西部を占拠、カラトラバも奪われる有様だった。カスティーリャの威信は失墜、それに付け込んだレオン・ナバラがムワッヒド朝と同盟を結び反旗を翻し、アルフォンソ8世は再び周囲を敵に回す危機を迎えた。

### 危機と打開
レオン王アルフォンソ9世はティエラ・デ・カンポスを襲撃、ナバラ王サンチョ7世（サンチョ6世の子、母方の従兄）もソリアとラ・リオハへ侵攻してカスティーリャは再度両国から挟み撃ちに遭った。だが、アラゴン王ペドロ2世（アルフォンソ2世の子、父方の従弟）の助けを得て態勢を立て直し、1196年にアルフォンソ9世がケレスティヌス3世の怒りを買い破門、1197年にアルフォンソ8世の娘ベレンゲラとの結婚で和睦して包囲網が崩れると、同年にアルフォンソ8世はマンスールと10年の休戦を結び危機を脱した。休戦はマンスールの息子ムハンマド・ナースィルとも結ばれ、1210年まで延長された。アルフォンソ9世とベレンゲラ夫妻はケレスティヌス3世の後を継いだ教皇インノケンティウス3世から近親婚を理由に結婚を認められず、1204年に離婚するが、2人の間に生まれた孫フェルナンド（後のフェルナンド3世）はレオンの後継者とされた。
レオンとの関係を修復したアルフォンソ8世はナバラへの報復を計画、ペドロ2世と組んでナバラへ侵攻した。サンチョ7世はなす術も無く降伏、1200年にアラバ・ギプスコア・ビスカヤはカスティーリャが獲得、大西洋沿岸地域を手中に収めた。逆に海への出口を奪われたナバラは内陸国となり、カスティーリャ優位の下で逼塞した。こうして強国の地位を取り戻したアルフォンソ8世はしばらく軍事行動は控えたが、インノケンティウス3世はムワッヒド朝の対決に向けキリスト教国の対立解消に奔走、1209年までに諸国間の和睦を実現させ、イベリア半島へ十字軍遠征を呼びかけた。アルフォンソ8世も教皇勅書を望み、トレド大司教を通して教皇と連絡を取り合った。

### ラス・ナバス・デ・トロサの戦い

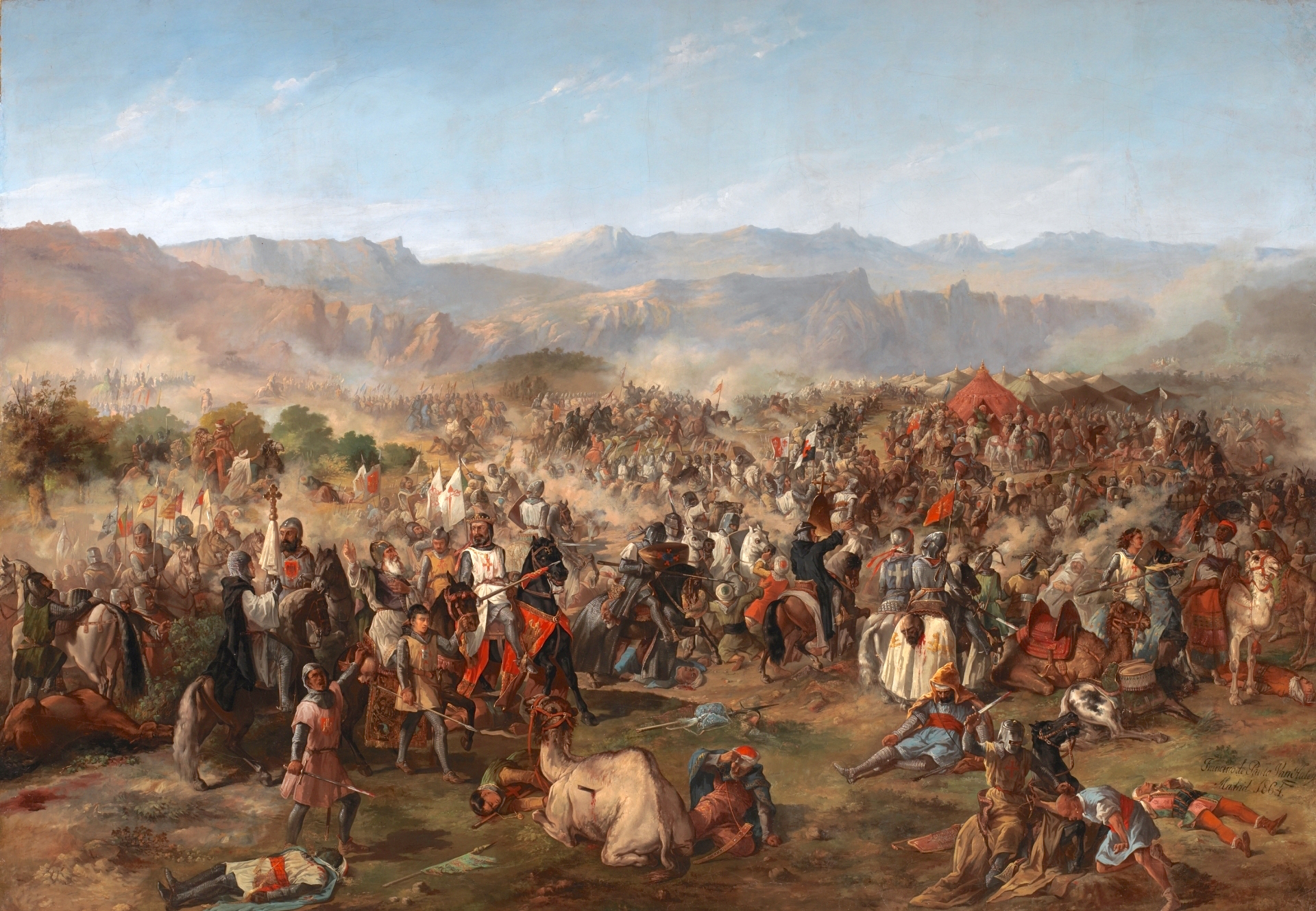
ラス・ナバス・デ・トロサの戦い

1198年、名君と謳われたマンスールが病死し、暗愚のムハンマド・ナースィルが後を継ぐと、アルフォンソ8世は1210年から休戦を破り再戦を開始した。1211年にカスティーリャ軍がアンダルシアを襲撃すると、ムワッヒド朝は報復に出てカラトラバ騎士団のサルバティエラ城（カルサーダ・デ・カラトラーバ近郊）を陥落させた。アルフォンソ8世は救援出来ず傍観、長男フェルナンドの死など痛手を負うも屈せず、決戦に向けて準備を進めていった。
翌1212年、トレドにペドロ2世・サンチョ7世らアラゴン・ナバラ軍、サンティアゴ騎士団とカラトラバ騎士団、インノケンティウス3世とトレド大司教ロドリゴ・ヒメネス・デ・ラダの勧誘で来た十字軍志願者らが集結した。アルフォンソ9世は参戦と引き換えに領土を要求してアルフォンソ8世に断られ、ポルトガル王アフォンソ2世との対立もあり両者は来なかったが、配下の騎士達は参加した。
アルフォンソ8世は混成軍を率いて6月に出発、セビリアから北上したナースィルのイスラム軍と7月16日に激突した（ラス・ナバス・デ・トロサの戦い）。イスラム軍は大軍だったが士気は低く、反対にキリスト教連合軍は士気が高いことが勝因となり、アルフォンソ8世はラダやペドロ2世・サンチョ7世と協力してナースィルに大勝、戦後バエサとウベダを獲得、周囲の都市（ナバス・デ・トロサ、ビルチェス、バーニョス、フェラール）も奪い取りハエンを制圧、アンダルシアに迫った。連合軍に疫病が流行して間もなく引き返すしかなかったが、キリスト教勢力はグアディアナ川を越えてグアダルキビール川流域へ戦線を南へ拡大、アルフォンソ8世はこの勝利でイスラム勢力に対するレコンキスタの優位を確立したのである。
内政においてもコルテスを発足させ、1208年にパレンシアでスペイン初となる大学を建立している（パレンシア大学）。

### 晩年
しかし、まだ戦いは終わっていなかった。ムワッヒド朝の反撃が続いていたからである。
ムワッヒド朝のハエンとグラナダ総督はハエン諸都市を奪還すべく兵を出し、ビルチェス・バーニョスなどを攻撃、一部の隊はタホ川を越えて略奪したが、いずれもカスティーリャ軍に撃退されている。これに対し1213年、アルフォンソ8世はハエンの安全確保のため、ハエンの北にあり、グアディアナ川支流のハバロン川流域のイスラム領都市に狙いを定め、奪取したカラトラーバ・ラ・ヌエバとカステリャール・デ・サンティアゴはそれぞれカラトラバ騎士団とサンティアゴ騎士団に与えた。東にも進出してアルカラスも降伏させ、フエロを与えて自治都市に定めトレドへ戻り、周辺地域の平定をサンティアゴ騎士団に委ねた。
1214年、天候不順で餓死者が続出、カラトラーバ・ラ・ビエハにも食糧不足の危機が生じイスラム軍に襲撃されたが、町を騎士団と共に守るラダが食糧供給と負傷者救護など守備増強に尽力したおかげで前線は保たれた。アルフォンソ8世はムワッヒド朝と休戦、同年10月5日に亡くなった。58歳だった。死後、遺体はブルゴスのサンタ・マリア・デ・ラス・ウエルガス王立修道院に埋葬された。
王位は末子でベレンゲラの弟エンリケ1世が継いだが、幼い王の摂政を巡る争いでカスティーリャはレコンキスタが出来る状態ではなくなった。アルフォンソ8世の死と前後して妃レオノール、盟友ペドロ2世、仇敵ナースィル、カストロも死去、どちらの陣営も軍事行動は中断され、キリスト教勢力はラダら聖職者と騎士団が、イスラム教勢力は各都市の総督が代わりに戦った。レコンキスタが本格化するのは、1217年のエンリケ1世死後に後を継いだベレンゲラと、続けて即位した息子フェルナンド3世の治世を迎えてからである。

## 子女
王妃はイングランド国王ヘンリー2世とアリエノール・ダキテーヌの次女レオノール。2人の間に12人の子が生まれ、4人の娘はアラゴン、レオン、ポルトガル、フランスへ嫁いだ。
- ベレンゲラ（1180年 - 1246年） - レオン王アルフォンソ9世妃、カスティーリャ女王
- サンチョ（1181年） - 夭折
- サンチャ（1182年 - 1184年/1185年） - 夭折
- エンリケ（1182年以前 - 1184年以前） - 夭折
- フェルナンド（1184年以前 - 1184年?） - 夭折
- ウラカ（1186年 - 1220年） - ポルトガル王アフォンソ2世妃
- ブランカ（1188年 - 1252年） - フランス王ルイ8世妃
- フェルナンド（1189年 - 1211年）
- マファルダ（1191年 - 1204年）
- レオノール（1200年 - 1244年） - アラゴン王ハイメ1世妃
- コンスタンス（1202年頃 - 1243年） - ラス・ウエルガス王立修道院長
- エンリケ1世（1204年 - 1217年） - カスティーリャ王

三女ブランカはフランス王ルイ9世の母であり、長女のベレンゲラはカスティーリャ王フェルナンド3世の母であるため、両王は共にアルフォンス8世の孫で、互いに従兄弟の関係である。

## 麗人と呼ばれた愛妾
後に曾孫のアルフォンソ10世の記した「アルフォンソ10世年代記」によれば、アルフォンソ8世はユダヤ人宰相イエフダの娘ラケルを愛妾とし、トレドの王宮で7年間ともに暮らし、国政も顧みなかったという。ラケルは「麗人（ラ・フォルモーサ）」と歌人に謳われた美女であったが、王の不在中、父子共々ユダヤ人蔑視の民衆により虐殺された。王がユダヤ人を重用するのを危ぶんだ王妃レオノールと貴族達が仕向けたと言われている。王は彼女の死を嘆いたが、首謀者達を処罰する事ができなかった。

## 対アラブ社会との貿易用貨幣の発行
著名な貨幣学者のマイケル・ミッチナー氏の著作「イスラーム社会」（1977年英国）の114ページには、ムワッヒド朝のディルハム角型銀貨に酷似したミラレス角型銀貨をアルフォンソ8世が発行したことが記載されている。この銀貨は、対アラブ社会との貿易用貨幣として発行された。銘文内容はディルハム角型銀貨と同様であるが、流麗なアラブ書道での銘文に比較して、流麗とは言い難い書体での銘文であり、アラブ社会からは受け取りを余り好まれなかったとされる。ミラレス角型銀貨の発行は、後にローマ教皇により禁止された。